# Barber Motorsports Park

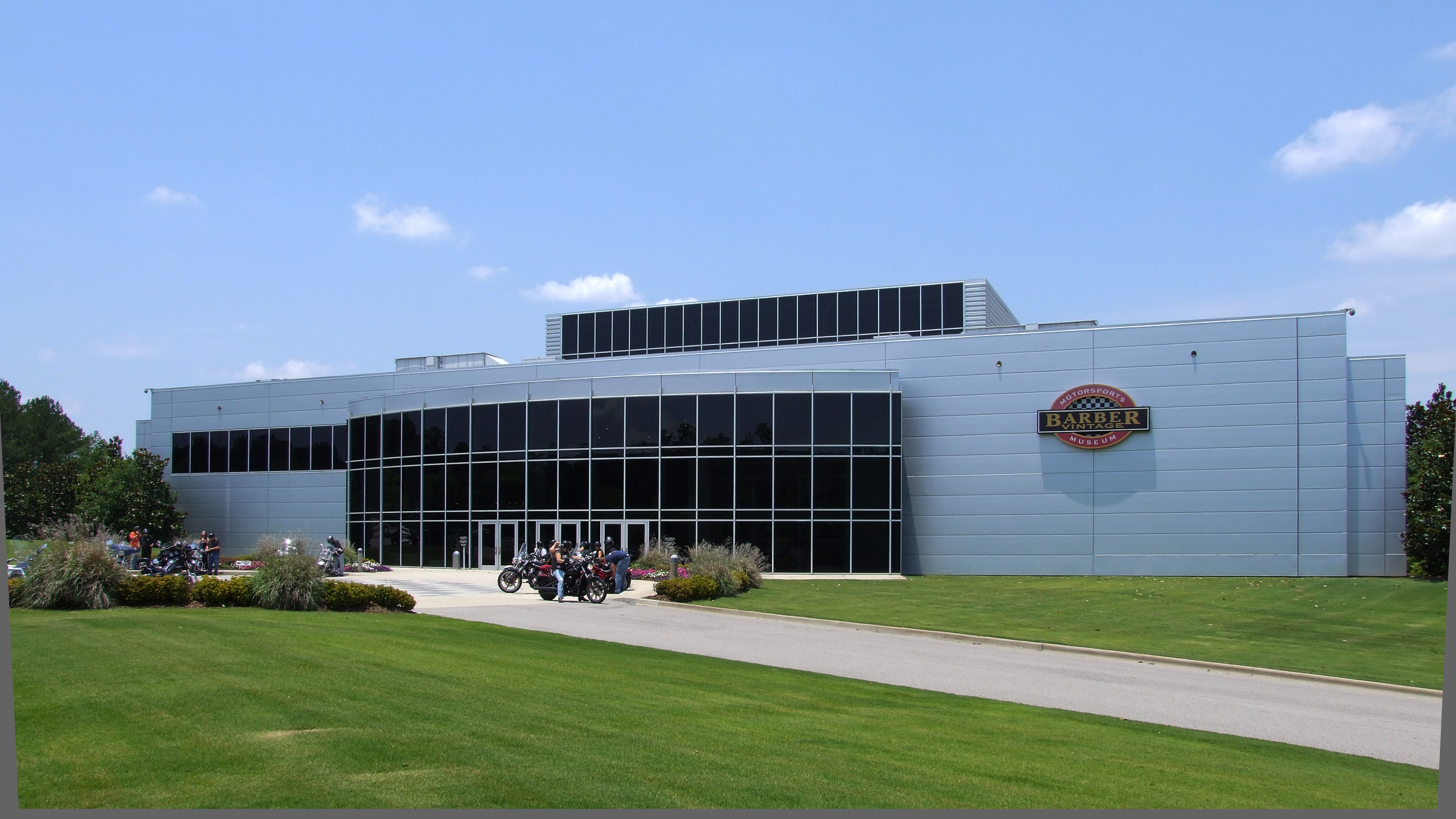
Das Barber Vintage Motorsports Museum

Der Barber Motorsports Park ist eine Rennstrecke in Birmingham, Alabama, Vereinigte Staaten. Die Strecke befindet sich am östlichen Rand der Stadt nahe Leeds.

## Geschichte

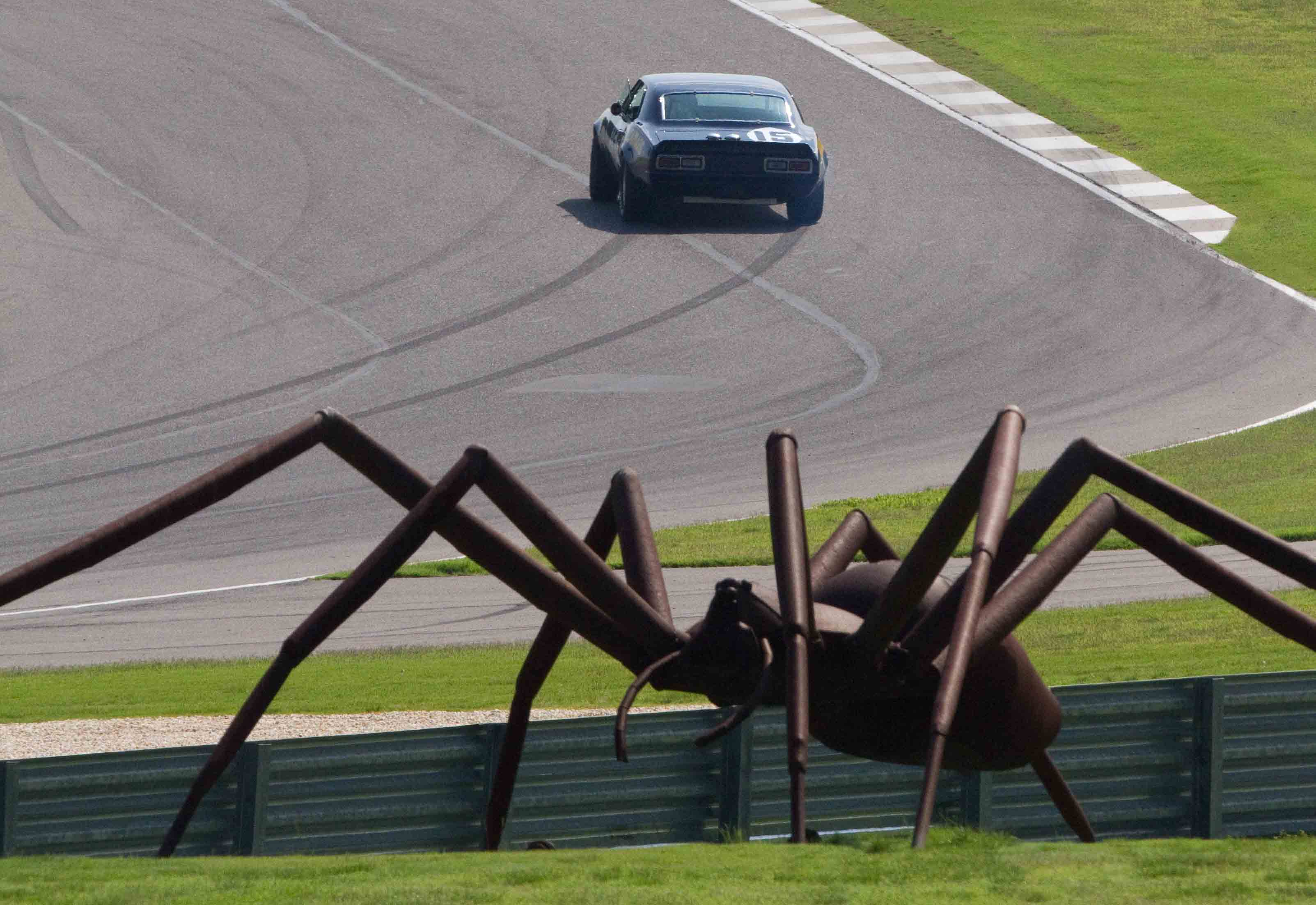
Skulptur von Bill Sekunda am Barber Motorsport Park

Bau und Betrieb der Rennstrecke gehen auf George W. Barber zurück, einen lokalen Unternehmer aus Alabama. Der Motorsport-begeisterte Hobby-Rennfahrer begann früh mit dem Erstellen einer eigenen Motorrad- und Autosammlung, die schließlich im Bau eines eigenen Museums mündete. Dieses beherbergt mit über 1600 Exponaten eine der größten Motorradsammlungen der Welt und gleichzeitig in ihrer 4-Rad Abteilung die größte Sammlung an Lotus-Rennwagen weltweit. Das 1994 in einem lokalen Lagerhaus eröffnete Museum zog 1998 nach dem Verkauf von Barbers Firma in ein neues Gebäude auf ein neues Gelände, auf dem auch eine private Rennstrecke zur Ausfahrt der Exponate entstehen sollte.
Die Rennstrecke wurde am 17. Mai 2003 mit einer Veranstaltung der Grand Am Sports Car Series eröffnet und ist 3,7 km lang. Sie wurde von Alan Wilson geplant und besitzt einige Naturtribünen. Die Rennstrecke wird zudem von einem Skulpturenpark gesäumt auf dem Kunstwerke des Bildhauers Bill Secunda zu sehen sind.

## Streckenbeschreibung
Die 3,7 km lange Strecke ist als FIA Grade 2 Kurs homologiert und kann über 2 Kurzanbindungen in 2 parallel betreibbare Teilstrecken – den Short Circuit und den Club Circuit – aufgeteilt werden. Zur Anlage gehört auch ein separates Testgelände sowie ein Allrad-Parcours.
Im Barber Motorsports Park sind die nordamerikanische Porsche Driving School, die Kevin Schwantz Motorcycle School und das Barber Vintage Motorsports Museum beheimatet. Auf der Strecke finden sowohl Auto-, als auch Motorradrennen statt.

## Veranstaltungen

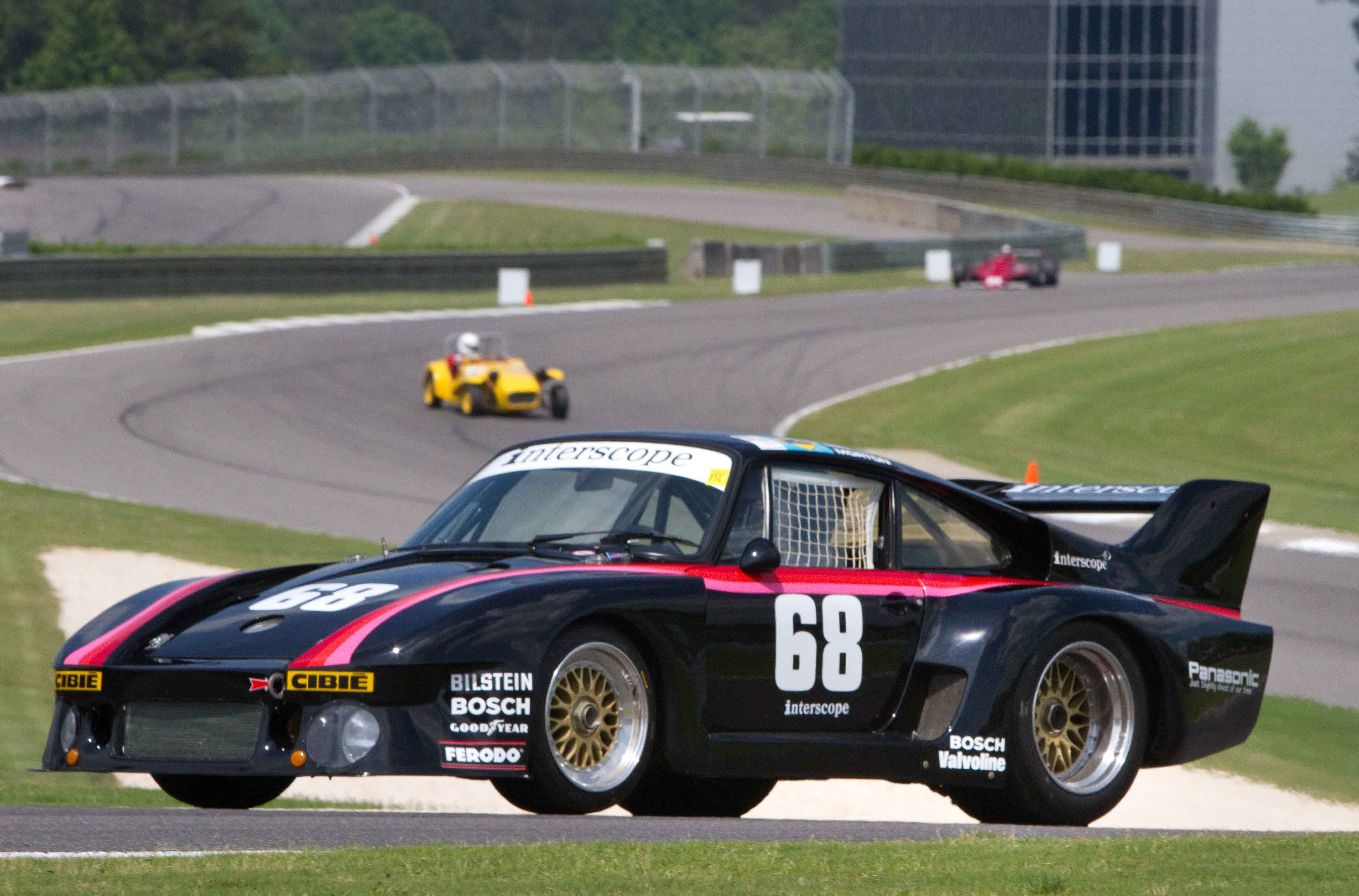
Porsche 935 beim Barber Motorsports Park Legends of Motorsport historic racing event 2010

Erste Veranstaltungen umfassten die Grand Am Sports Car Series die von 2003 bis 2013 regelmäßig auf dem Kurs gastierte. Daneben wurde die Strecke ein Fixpunkt der Zweiradszene. Seit 2005 gibt es ein jährlich stattfindendes Oldtimer-Motorrad-Festival bei dem viele der im Strecken-Museuum vorhandenen Exponate auf der Strecke unterwegs sind. Die AMA Superbike Serie und die MotoAmerica folgten in den darauffolgenden Jahren.
Seit 2010 trägt die IndyCar Series den Indy Grand Prix of Alabama als bedeutendste Veranstaltung des Kurses aus. Daneben findet auch eine Runde der 24 Hours of Lemons-Serie auf der Strecke statt. Daneben starten aktuell (Stand 2024) die folgenden Serien:
- Fanatec GT World Challenge America
- Porsche Sprint Challenge North America
- Radical Cup North America
- WERA Grand National Finals
- Pan American Superbike Championship